# ニールス・アーベル

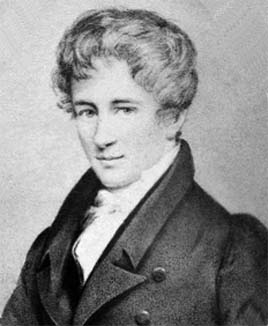
ニールス・アーベル

ニールス・ヘンリック・アーベル（Niels Henrik Abel ノルウェー語: [ˈɑ̀ːbl̩]、1802年8月5日 - 1829年4月6日）は、ノルウェーの数学者。

## 年表
- 1802年8月5日 - ノルウェーのフィンドー(Findö)の牧師の家に生まれる。
- 1815年11月 - クリスチャニア大学のカテドラル・スクールに入学。
- 1818年 - 数学教師ホルンボエ（英語版）に影響され、数学に目覚める。
- 1820年 - 父セーレン・ゲオルク・アーベル（英語版）死去。
- 1821年7月 - カテドラル・スクール卒業。大学に入学。
- 1822年6月 - 哲学候補資格が与えられる。
- 1823年 - 「積分についての論文」発表。
- 1824年 - 「5次の一般方程式の解法の不可能性を証明する代数方程式に関する論文」を自費出版。「振り子の運動における月の影響についての論文」発表。
- 1824年12月 - クリスティーヌと婚約。
- 1825年9月-1826年2月 - ベルリンに留学。アウグスト・レオポルト・クレーレと知り合う。
- 1826年7月-1826年12月 - パリに留学。「パリ論文」を科学アカデミーに提出。
- 1827年1月-1827年5月 - ベルリンに留学。
- 1827年5月20日 - ノルウェーに帰国。
- 1827年9月20日 - 「楕円関数に関する研究　第1部」発表。
- 1828年5月26日 - 「楕円関数に関する研究　第2部」発表。
- 1828年5月27日 - 「ある一般的な問題の解答」を「天文学報告」に送る。
- 1829年1月6日 - 「超越関数の中の非常に拡張されたものの一般的な性質に関する論文」完成。
- 1829年4月6日 - 肺結核により死亡。
- 1830年 - パリ科学アカデミーがグランプリを贈る。

## 業績
1818年に、数学教師ベルント・ミハエル・ホルンボエに出会ってから、数学に興味を抱くようになった。友人達とヨーロッパ中を回って長く遊学し、オーガスト・レオポルト・クレレと知遇を得て、クレレの雑誌に多数の研究論文を掲載した。ヤコビやルジャンドルはアーベルの業績を認めていたが、ガウスはアーベルの研究論文に不快感を示し、コーシーは彼の論文をまともに審査しないまま放置するなど、アーベルには正当な評価が与えられなかった。帰国後はクリスチャニア大学に臨時講師を勤めたが、病気（結核及び併発した肝機能障害）のために26歳で死去した。死去する数か月前にパリ科学アカデミーへ提出した「超越関数の中の非常に拡張されたものの一般的な性質に関する論文」は、死後に高く評価された。
5次以上の代数方程式には、冪根 n√ と四則演算だけで書けるような一般的な解の公式が存在しないことに、初めて正確な証明を与えた。この業績についてはアーベル以前にもパオロ・ルフィニの重要な貢献があるが、ルフィニによる証明は必ずしも完全ではなかったとされている。
アーベルが中心的に扱ったのは楕円関数とアーベル関数に関する研究である。アーベルはガウスの著作にある、レムニスケートの等分問題から楕円積分の逆関数の研究に取り組み、ガウスの研究（完璧主義のため、生前には公表されなかった）を独自に発見することになった。楕円関数論のアーベルの定理とは、楕円関数の極と零点に関する合同式である。研究上のライバルであったヤコビはアーベルの論文を目にして「私には批評もできない、大論文」と最大限の賛辞をおくったといわれる。ヤコビはアーベルの定理を利用してヤコビの逆問題を示して、その後の研究の目標を新たに与えることになる。
可換な群を指す「アーベル群」など数学用語にも名を残している。無限級数の収束に関するアーベルの定理も著名だが、他にも無限級数の一様収束を初めて注意したことで知られる。
その他にも、アーベル方程式、アーベル積分、アーベル関数、アーベル多様体、遠アーベル幾何学などアーベルの名を冠している数学用語は多い。
方程式が可解であるための条件を明らかにしたガロアとともに、若くして悲劇的な死をとげた19世紀の数学者として広く知られている。
死後の1830年には、フランス学士院数学部門大賞を受賞した。
彼の名を冠する賞として、アーベル賞が2001年に創設された。またアーベルの肖像は長期にわたってノルウェーの500クローネ紙幣に描かれていた。

## 著書
- アーベル、ガロア『群と代数方程式』守屋美賀雄 訳・解説、共立出版〈現代数学の系譜 11〉、1975年4月20日。ISBN 4-320-01164-3。NDLJP:12624008。
- アーベル、ガロア『楕円関数論』高瀬正仁 訳、朝倉書店〈数学史叢書〉、1998年4月25日。ISBN 4-254-11459-1。